# Шапошников, Валерий Петрович
Валерий Петрович Шапошников (род. 2 января 1949, Горький) — советский хоккеист, нападающий. Заслуженный тренер России.

## Биография
Воспитанник горьковского «Динамо». В классе «Б» и второй лиге играл за горьковские «Динамо» (1966/67 — 1968/69 и «Полёт» (1969/70 — 1980/81). В сезоне 1980/81 также играл за «Торпедо» Горький в высшей лиге, после чего завершил карьеру.
Тренер в горьковской школе-интернате спортивного профиля (1981—1986). Тренер (1986/87 — 1988/89) и главный тренер (1989/90 — 1992/92) в «Торпедо». Главный тренер второй сборной России (1993). Тренер в «Торпедо» Ярославль (1994/95 — 1996/97). Главный тренер (1997/98), начальник команды (1998/99 — 1999/2000), тренер (1999/2000 — 2000/01) в «Торпедо» НН. Входил в тренерский штаб Олега Знарка в сборной Латвии на домашнем для неё чемпионате мира 2006. Тренер в «Химике» Мытищи (2006/07). Тренер (2007/08), старший тренер по методической работе (с 2010) в «Торпедо» НН. Директор СДЮШОР «Торпедо». Заместитель директора по спортивной работе в спортивной школе «Мотор» Заволжье (с 2019).